# سفارة تونس لدى إيران
سفارة تونس لدى إيران هي البعثة الدبلوماسية لجمهورية تونس لدى الجمهورية الإسلامية الإيرانية، وتقع بالعاصمة طهران.